# 陸前高砂駅
陸前高砂駅（りくぜんたかさごえき）は、宮城県仙台市宮城野区福室（ふくむろ）字前田にある、東日本旅客鉄道（JR東日本）仙石線の駅である。

## 歴史

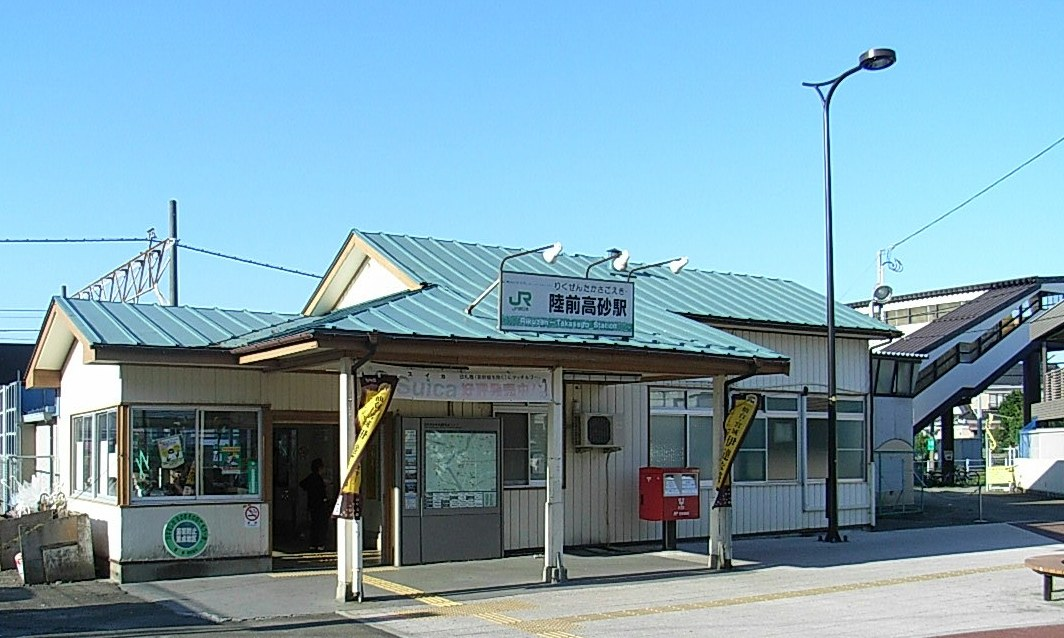
旧駅舎（2007年10月）

陸前高砂駅は1925年（大正14年）6月5日に宮城電気鉄道の駅として開業した。この駅と隣の福田町駅の設置に関連して、当時、福室と、七北田川を挟んで対岸に当たる福田町の間で争いがあった。宮城電気鉄道は当初、福田町への駅設置を計画していたが、地権者との交渉が難航し、駅位置の変更も検討した。一方、福室は駅を誘致するために駅の用地を無償提供する申し入れを宮城電気鉄道へ行った。これに対して福田町側の住民は七北田川に架けられた宮城電気鉄道の橋に爆竹を仕掛けたり、宮城電気鉄道の事務所に詰め寄るなどした。結果として、陸前高砂駅と福田町駅が同時に開業することになった。この当時、陸前高砂駅は列車交換のできる停車場で、福田町駅が停留所だった。
駅名由来は開業時の所在地、高砂村から採ったもの。既に鉄道省に高砂駅があったので、陸前の冠詞をつけた。

### 年表
- 1925年（大正14年）6月5日：宮城電気鉄道の駅として開業[3]。
- 1944年（昭和19年）5月1日：宮城電気鉄道の国有化により[3]、運輸通信省の駅となる。
- 1965年（昭和40年）4月10日：貨物の取り扱いを廃止[3]。
- 1970年（昭和45年）
  - 7月1日：荷物の扱いを廃止[3]。
  - 9月1日：自動券売機を設置[5]。
- 1982年（昭和57年）3月：駅前に立体駐輪場が完成する。
- 1987年（昭和62年）4月1日：国鉄分割民営化により、東日本旅客鉄道（JR東日本）の駅となる[3]。
- 2002年（平成14年）12月26日：自動改札を導入。
- 2003年（平成15年）10月26日：ICカード「Suica」の利用が可能となる[6]。
- 2007年（平成19年）：駅前ロータリーの供用を開始[2]。仙台市営バス・宮城交通の路線がロータリー経由に変更される。
- 2010年（平成22年）：発車ベルを導入。これで仙台市内の仙石線の全駅で発車ベルが導入されたことになる。
- 2011年（平成23年）6月：新駅舎の供用を開始[2]。
- 2013年（平成25年）4月1日：直営駅（多賀城駅所属陸前高砂駅在勤）から業務委託駅（JR東日本東北総合サービス）となる。
- 2022年（令和4年）4月15日：みどりの窓口の営業を終了[7]。
- 2024年（令和6年）10月1日：えきねっとQチケのサービスを開始[1][8]。

## 駅構造
相対式ホーム2面2線を有する地上駅である。南側に駅舎があり、互いのホームは跨線橋で連絡している。駅舎と上りホームとの距離や、上りホームと下りホームの構造が異なることから分かるように、開業当初は隣の福田町駅と同様に現在の上りホームのみを使った1面2線の島式ホームであった。現在、かつての上り線のスペースは歩道および自動販売機の設置スペースとなっている。
多賀城駅管理の業務委託駅（JR東日本東北総合サービス委託）である。自動券売機、多機能券売機、自動改札機（Suica、えきねっとQチケ対応）が設置されている。お客さまサポートコールシステムが導入されており、一部の時間帯はインターホンによる案内となる。JRの特定都区市内制度における「仙台市内」の駅である。
小さな駅舎と比べて大きな駐輪場とロータリーを持つ駅前広場が付属する。これは、仙台市のオムニバスタウン指定における施策で、「アクセス30分構想」の乗換駅の1つとされたためである（この施策の対象駅は、市内に同駅を含めて9箇所ある）。

### のりば
| 番線 | 路線    | 方向 | 行先               |
| ---- | ------- | ---- | ------------------ |
| 1    | ■仙石線 | 上り | 仙台・あおば通方面 |
| 2    | ■仙石線 | 下り | 本塩釜・石巻方面   |

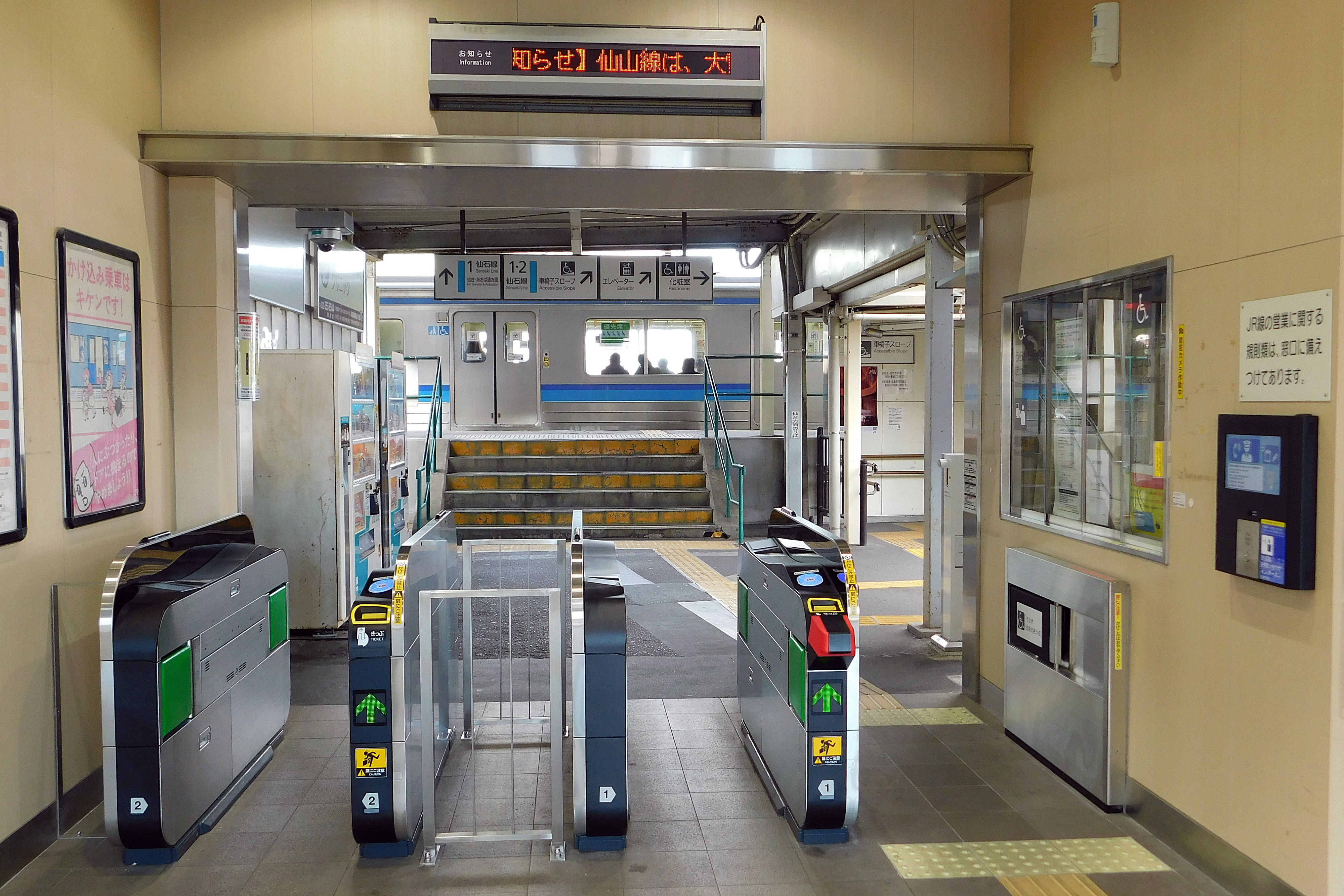
改札口（2023年12月）
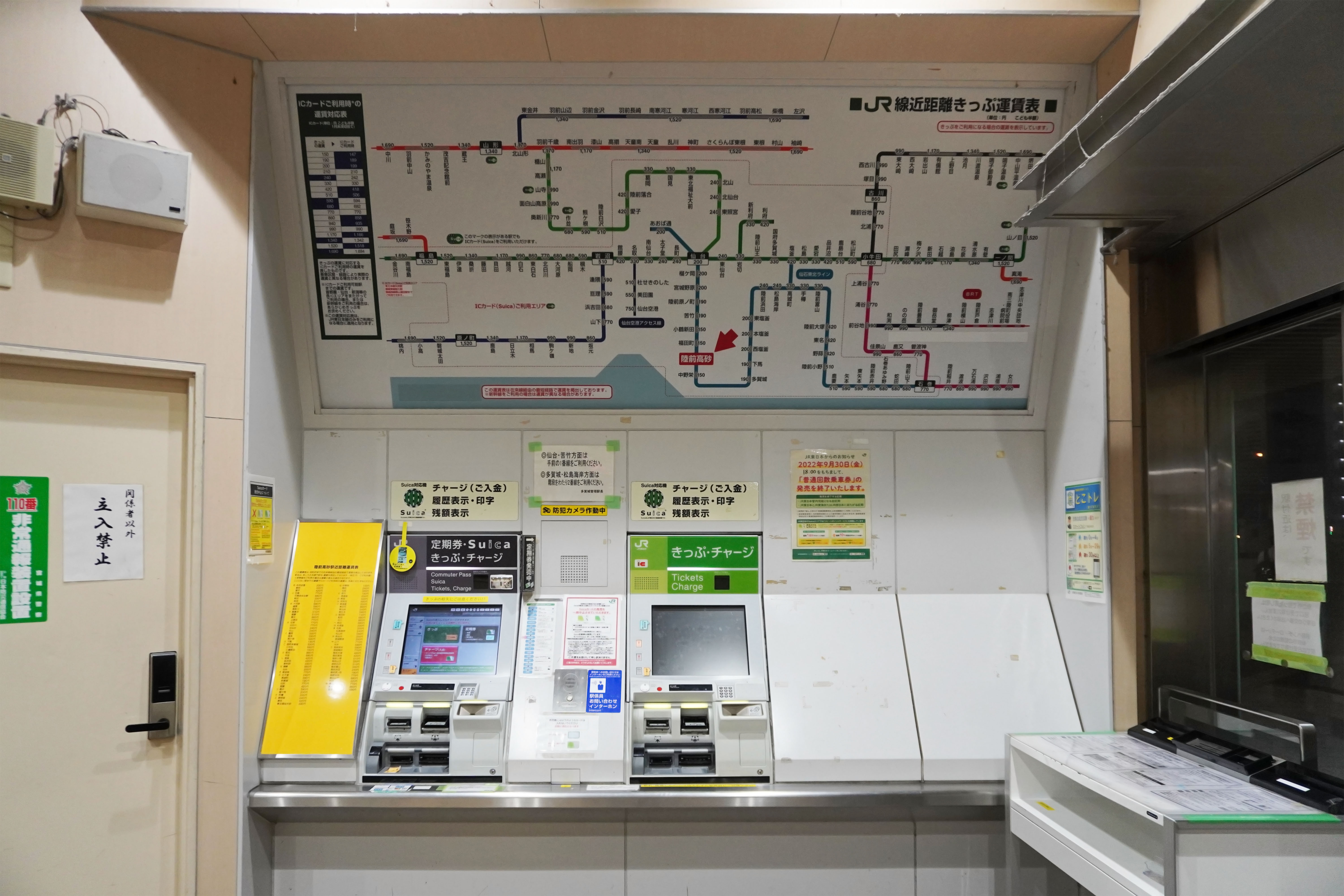
自動券売機（2023年8月）
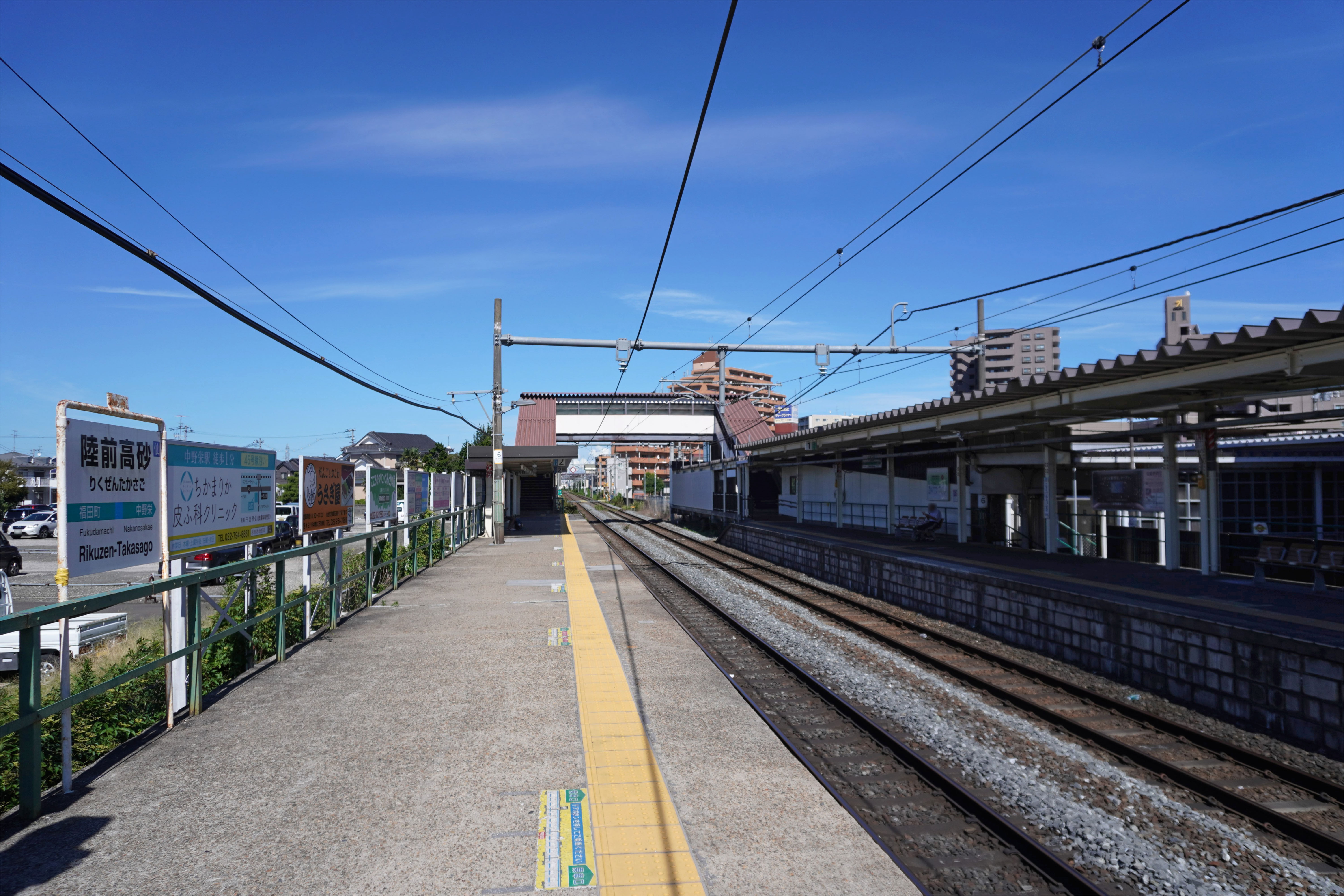
ホーム（2023年8月）

## 利用状況
JR東日本によると、2023年度（令和5年度）の1日平均乗車人員は5,071人である。
1999年度（平成11年度）以降の推移は以下のとおりである。
| 1日平均乗車人員推移 | 1日平均乗車人員推移 | 1日平均乗車人員推移 | 1日平均乗車人員推移 | 1日平均乗車人員推移 |
| 年度                | 定期外              | 定期                | 合計                | 出典                |
| ------------------- | ------------------- | ------------------- | ------------------- | ------------------- |
| 1999年（平成11年）  | 1,442               | 2,808               | 4,250               | [ 市 1 ]            |
| 2000年（平成12年）  | 1,398               | 2,886               | 4,284               | [ J 2 ] [ 市 1 ]    |
| 2001年（平成13年）  | 1,384               | 2,813               | 4,197               | [ J 3 ] [ 市 1 ]    |
| 2002年（平成14年）  | 1,368               | 2,747               | 4,115               | [ J 4 ] [ 市 2 ]    |
| 2003年（平成15年）  | 1,428               | 2,901               | 4,329               | [ J 5 ] [ 市 2 ]    |
| 2004年（平成16年）  | 1,417               | 3,072               | 4,489               | [ J 6 ] [ 市 2 ]    |
| 2005年（平成17年）  | 1,469               | 3,134               | 4,603               | [ J 7 ] [ 市 2 ]    |
| 2006年（平成18年）  | 1,444               | 3,226               | 4,669               | [ J 8 ] [ 市 2 ]    |
| 2007年（平成19年）  | 1,451               | 3,220               | 4,670               | [ J 9 ] [ 市 3 ]    |
| 2008年（平成20年）  |                     |                     | 4,849               | [ J 10 ] [ 市 4 ]   |
| 2009年（平成21年）  |                     |                     | 4,859               | [ J 11 ] [ 市 4 ]   |
| 2010年（平成22年）  |                     |                     | 4,659               | [ J 12 ] [ 市 4 ]   |
| 2011年（平成23年）  | 非公表              | 非公表              | 非公表              | [ 市 4 ]            |
| 2012年（平成24年）  | 1,458               | 3,330               | 4,788               | [ J 13 ] [ 市 4 ]   |
| 2013年（平成25年）  | 1,507               | 3,540               | 5,047               | [ J 14 ] [ 市 5 ]   |
| 2014年（平成26年）  | 1,456               | 3,576               | 5,032               | [ J 15 ] [ 市 5 ]   |
| 2015年（平成27年）  | 1,506               | 3,591               | 5,098               | [ J 16 ] [ 市 5 ]   |
| 2016年（平成28年）  | 1,543               | 3,663               | 5,207               | [ J 17 ] [ 市 5 ]   |
| 2017年（平成29年）  | 1,549               | 3,796               | 5,345               | [ J 18 ] [ 市 5 ]   |
| 2018年（平成30年）  | 1,563               | 3,875               | 5,438               | [ J 19 ] [ 市 6 ]   |
| 2019年（令和元年）  | 1,541               | 3,995               | 5,537               | [ J 20 ] [ 市 6 ]   |
| 2020年（令和02年）  | 1,057               | 3,481               | 4,539               | [ J 21 ] [ 市 6 ]   |
| 2021年（令和03年）  | 1,187               | 3,489               | 4,676               | [ J 22 ] [ 市 6 ]   |
| 2022年（令和04年）  | 1,346               | 3,544               | 4,891               | [ J 23 ]            |
| 2023年（令和05年）  | 1,404               | 3,667               | 5,071               | [ J 1 ]             |

1日平均乗車人員（単位：人/日）

## 駅周辺
駅の周辺は、北側の七北田川左岸の自然堤防上にある旧来からの市街地と、南側の沖積平野の水田を造成してできた比較的新しい市街地からなる。駅前広場に接して国道45号が通る。
- 宮城第一信用金庫高砂支店
- 仙台農業協同組合高砂支店
  - 農産物直売所たなばたけ高砂店
- 東北医科薬科大学福室キャンパス
  - 東北医科薬科大学病院
- 仙台市立福室小学校
- 仙台市立高砂中学校
- 国道45号
- 宮城県道141号今市福田線
- 仙台東部道路 仙台港インターチェンジ
- 仙台福室郵便局
- 仙台コロナワールド
- 仙台うみの杜水族館

## バス路線
「陸前高砂駅」停留所にて、仙台市営バスや宮城交通が運行する路線バスが発着する。
| のりば | 運行事業者   | 系統・行先                                                              |
| ------ | ------------ | ----------------------------------------------------------------------- |
| ■ 1    | 仙台市営バス | - J200・J205：交通局東北大学病院前 - X200：川内営業所                   |
| －     | 宮城交通     | 仙台港線：仙台駅前／仙台港フェリーターミナル                            |
| ■ 2    | 仙台市営バス | - 85・205：高砂市営住宅西 - R18：荒井駅 - 80・200：蒲生・なかの伝承の丘 |
| ■ 3    | 仙台市営バス | - 88：余目 - X88：東仙台営業所 - 78：小鶴新田駅                         |

## 作品の舞台等
2008年（平成20年）秋に放映されたアニメ「かんなぎ」は、明言はされてないものの、背景設定が宮城県仙台市周辺を参考にされており、その風景を当駅及び周辺に見ることができる。

## 隣の駅
東日本旅客鉄道（JR東日本）
■仙石線
福田町駅 - 陸前高砂駅 - 中野栄駅

### 記事本文
1. 1 2 3 4 5 6 7  “駅の情報（陸前高砂駅）：JR東日本”.   東日本旅客鉄道. 2024年8月27日時点のオリジナルよりアーカイブ。2024年10月4日閲覧。
2. 1 2 3 4  『週刊 JR全駅・全車両基地』 13号 仙台駅・船岡駅・松島海岸駅ほか70駅、朝日新聞出版〈週刊朝日百科〉、2012年11月4日、26頁。
3. 1 2 3 4 5 6  石野哲 編『停車場変遷大事典 国鉄・JR編 II』（初版）JTB、1998年10月1日、476頁。ISBN 978-4-533-02980-6。
4. ↑  「駅の位置巡り争い激化」（鉄心石腸 仙石線100年 創業者 山本豊次 5）『河北新報』2025年8月10日付朝刊、第21面。
5. ↑  「仙石線営業体制近代化 順調に移行」『交通新聞』交通協力会、1970年9月5日、1面。
6. ↑  『2003年10月26日（日）仙台エリアSuica（スイカ）デビュー!』（PDF）（プレスリリース）東日本旅客鉄道、2003年8月21日。オリジナルの2020年5月26日時点におけるアーカイブ。2020年5月26日閲覧。
7. ↑  “駅の情報（陸前高砂駅）：JR東日本”.   東日本旅客鉄道. 2022年3月16日時点のオリジナルよりアーカイブ。2022年3月16日閲覧。
8. ↑  『Suicaエリア外もチケットレスで! 東北エリアから「えきねっとQチケ」がはじまります』（PDF）（プレスリリース）東日本旅客鉄道、2024年7月11日。オリジナルの2024年7月11日時点におけるアーカイブ。2024年8月11日閲覧。
9. 1 2  “JR東日本：駅構内図・バリアフリー情報（陸前高砂駅）”.   東日本旅客鉄道. 2024年10月4日閲覧。
10. ↑  『アニ鉄! : アニメと鉄道のステキな関係』ネコ・パブリッシング〈NEKO MOOK〉、2013年8月3日、30-31頁。ISBN 978-4-7770-1475-0。

### 利用状況
JR東日本
1. 1 2  “各駅の乗車人員（2023年度）”.   東日本旅客鉄道. 2024年7月23日閲覧。
2. ↑  “各駅の乗車人員（2000年度）”.   東日本旅客鉄道. 2019年2月9日閲覧。
3. ↑  “各駅の乗車人員（2001年度）”.   東日本旅客鉄道. 2019年2月9日閲覧。
4. ↑  “各駅の乗車人員（2002年度）”.   東日本旅客鉄道. 2019年2月9日閲覧。
5. ↑  “各駅の乗車人員（2003年度）”.   東日本旅客鉄道. 2019年2月9日閲覧。
6. ↑  “各駅の乗車人員（2004年度）”.   東日本旅客鉄道. 2019年2月9日閲覧。
7. ↑  “各駅の乗車人員（2005年度）”.   東日本旅客鉄道. 2019年2月9日閲覧。
8. ↑  “各駅の乗車人員（2006年度）”.   東日本旅客鉄道. 2019年2月9日閲覧。
9. ↑  “各駅の乗車人員（2007年度）”.   東日本旅客鉄道. 2019年2月9日閲覧。
10. ↑  “各駅の乗車人員（2008年度）”.   東日本旅客鉄道. 2019年2月9日閲覧。
11. ↑  “各駅の乗車人員（2009年度）”.   東日本旅客鉄道. 2019年2月9日閲覧。
12. ↑  “各駅の乗車人員（2010年度）”.   東日本旅客鉄道. 2019年2月9日閲覧。
13. ↑  “各駅の乗車人員（2012年度）”.   東日本旅客鉄道. 2019年2月9日閲覧。
14. ↑  “各駅の乗車人員（2013年度）”.   東日本旅客鉄道. 2019年2月9日閲覧。
15. ↑  “各駅の乗車人員（2014年度）”.   東日本旅客鉄道. 2019年2月9日閲覧。
16. ↑  “各駅の乗車人員（2015年度）”.   東日本旅客鉄道. 2019年2月9日閲覧。
17. ↑  “各駅の乗車人員（2016年度）”.   東日本旅客鉄道. 2019年2月9日閲覧。
18. ↑  “各駅の乗車人員（2017年度）”.   東日本旅客鉄道. 2019年2月9日閲覧。
19. ↑  “各駅の乗車人員（2018年度）”.   東日本旅客鉄道. 2019年7月18日閲覧。
20. ↑  “各駅の乗車人員（2019年度）”.   東日本旅客鉄道. 2020年7月12日閲覧。
21. ↑  “各駅の乗車人員（2020年度）”.   東日本旅客鉄道. 2021年7月26日閲覧。
22. ↑  “各駅の乗車人員（2021年度）”.   東日本旅客鉄道. 2022年8月10日閲覧。
23. ↑  “各駅の乗車人員（2022年度）”.   東日本旅客鉄道. 2023年7月13日閲覧。

仙台市統計書
1. 1 2 3  “121.仙台市内JR各駅の旅客輸送状況” (xls). 仙台市統計書（平成14年版）-13.交通・運輸・通信.   仙台市. 2024年9月24日時点のオリジナルよりアーカイブ。2024年9月25日閲覧。
2. 1 2 3 4 5  “116.仙台市内JR各駅の旅客輸送状況（一日平均乗車人員）” (xls). 仙台市統計書（平成19年版）.   仙台市. 2024年9月24日時点のオリジナルよりアーカイブ。2024年9月25日閲覧。
3. ↑  “116.仙台市内JR各駅の旅客輸送状況（一日平均乗車人員）” (xls). 仙台市統計書（平成20年版）.   仙台市. 2024年9月24日時点のオリジナルよりアーカイブ。2024年9月25日閲覧。
4. 1 2 3 4 5  “107.仙台市内JR各駅の旅客輸送状況（一日平均乗車人員）” (xls). 仙台市統計書（平成25年版）.   仙台市. 2024年9月24日時点のオリジナルよりアーカイブ。2024年9月25日閲覧。
5. 1 2 3 4 5  “13-1.仙台市内JR各駅の旅客輸送状況（一日平均乗車人員）” (Excel). 仙台市統計書（平成30年版）.   仙台市. 2019年5月9日時点のオリジナルよりアーカイブ。2019年5月9日閲覧。
6. 1 2 3 4  “13-1.仙台市内JR各駅の旅客輸送状況（一日平均乗車人員）” (xlsx). 仙台市統計書（令和4年版）.   仙台市. 2024年9月24日時点のオリジナルよりアーカイブ。2024年9月25日閲覧。